# Santo Rocco Gangemi
Santo Rocco Gangemi (Messina, 16 agosto 1961) è un arcivescovo cattolico italiano, dal 12 settembre 2022 nunzio apostolico in Serbia.

## Biografia
Nasce a Messina il 16 agosto 1961.

### Formazione e ministero sacerdotale
Il 9 ottobre 1985 viene ordinato diacono. Il 28 giugno 1986 viene ordinato presbitero dall'arcivescovo Ignazio Cannavò nella Cattedrale di Messina.
Dal luglio 1987 al settembre 1990 è vicerettore e padre spirituale del Pontificio Seminario Romano Maggiore. Accolto alla Pontificia accademia ecclesiastica nell'ottobre del 1990, segue i corsi di diritto canonico presso la Pontificia Università Lateranense conseguendo la licenza nel giugno 1991.
Entrato nel servizio diplomatico della Santa Sede il 1 luglio 1991, presta successivamente la propria opera presso le rappresentanze pontificie in Marocco, Italia, Romania, Cuba, Cile, Francia, Spagna ed Egitto.

### Ministero episcopale
Il 27 gennaio 2012, papa Benedetto XVI lo nomina arcivescovo titolare di Umbriatico e nunzio apostolico nelle Isole Salomone.
Il 17 marzo successivo riceve l'ordinazione episcopale dal cardinale Angelo Sodano, co-consacranti principali, Calogero La Piana, arcivescovo di Messina-Lipari-Santa Lucia del Mela, e Giovanni Angelo Becciu, sostituto per gli affari generali della Segreteria di Stato, nella Cattedrale di Messina.
Il 24 marzo 2012 viene nominato nunzio apostolico anche in Papua Nuova Guinea.
Il 6 novembre 2013, papa Francesco lo nomina nunzio apostolico in Guinea. Il 5 febbraio 2014 viene nominato nunzio apostolico anche in Mali.
Il 25 maggio 2018 viene nominato nunzio apostolico in El Salvador.
Il 12 settembre 2022 è nominato nunzio apostolico in Serbia.
Oltre all'italiano, conosce l'inglese, il francese e lo spagnolo.

## Genealogia episcopale
La genealogia episcopale è:
- Cardinale Scipione Rebiba
- Cardinale Giulio Antonio Santori
- Cardinale Girolamo Bernerio, O.P.
- Arcivescovo Galeazzo Sanvitale
- Cardinale Ludovico Ludovisi
- Cardinale Luigi Caetani
- Cardinale Ulderico Carpegna
- Cardinale Paluzzo Paluzzi Altieri degli Albertoni
- Papa Benedetto XIII
- Papa Benedetto XIV
- Papa Clemente XIII
- Cardinale Marcantonio Colonna
- Cardinale Giacinto Sigismondo Gerdil, B.
- Cardinale Giulio Maria della Somaglia
- Cardinale Carlo Odescalchi, S.I.
- Vescovo Eugène de Mazenod, O.M.I.
- Cardinale Joseph Hippolyte Guibert, O.M.I.
- Cardinale François-Marie-Benjamin Richard de la Vergne
- Cardinale Pietro Gasparri
- Cardinale Clemente Micara
- Cardinale Antonio Samorè
- Cardinale Angelo Sodano
- Arcivescovo Santo Rocco Gangemi